# Aesop Rock
Aesop Rock (de nombre Ian Bavitz) es un rapero underground y productor de hip hop, cuyos trabajos han sido aclamados por su originalidad, intensidad y profundidad, en general.

## Biografía
Nació en el Hospital Syosset en Syosset, Nueva York, y se crio en Northport, Long Island, Nueva York a su padre Paul y su madre Jameija. Ian tiene dos hermanos: Christopher T. Bavitz (nacido en 1973), profesor clínico en la Escuela de Derecho de Harvard y director de la Clínica Cyberlaw en el Centro Berkman Klein para Internet y Sociedad, y Graham J. Bavitz. Ian, junto con sus hermanos, fue criado como católico, pero más tarde en su vida se volvió agnóstico. Bavitz asistió a Northport High School en 1990 y se graduó en 1994. Se casó con Allyson Baker, guitarrista y vocalista de la banda de rock Dirty Ghosts en 2005. Residían en San Francisco, pero desde entonces se divorciaron.
Tengo tatuajes en cada antebrazo. Su brazo izquierdo lee "No debe dormir ..." y la derecha dice "... Debe advertir a los demás". Estos están inspirados en travesuras de la infancia en las que él y sus amigos actuaban como robots con los brazos extendidos, citando la línea que tiene sus orígenes en la película de 1956 Invasion of the Body Snatchers. Aesop Rock ha usado estas citas como letras en el coro de su canción "Comienzo en la Academia de Obediencia": "No debe dormir; debe advertir a los demás / Los bloques de confianza se arrastran donde la tormenta de polvo flota". También los usó en su canción "Antisocial", en la línea "No debes dormir; debes advertir a los demás". Le pondré un torniquete a tu turbulencia y luego pisotearé tus tartamudeos.

## Carrera musical
Empezó a editar por en 1997, cuando salió el EP Music for the Earthworms, editado en CD-R, en el mismo formato sacó otro EP Apleseed, después de esto saltó al mercado profesional con el Float, un LP editado en el 2000, que cuenta con colaboraciones de la talla de Cannibal Ox, Slug y Dose One. Al año siguiente publicó otro LP titulado Labor Days, siempre con Blockhead llevando gran parte de la producción junto al propio Aesop. El tema central del disco es el sueldo basura que reciben muchos “esclavos” en EE. UU. El álbum fue muy conocido por el tema “Daylight”, cuyo inconfundible estribillo ha sido relatado por mucha gente: "All I ever wanted was to pick apart the day, put the pieces back together my way"(“Lo que siempre quise fue desarmar el día, juntar de nuevo las piezas a mi manera"). Debido a esta popularidad, Daylight fue reeditado en 2002 en un EP de 7 tracks, incluida una nueva versión de la canción, Nightlight, las letras de ésta adoptan una postura opuesta a la original. Sus rimas siempre retorcidas y llenas de referencias centradas en Nueva York, su gente y la vida de la gente trabajadora.
Ha sacado también un par de EP y un tercer LP, Bazooka Tooth, mucho más marciano, y en el que lleva prácticamente él solo toda la producción, muy influenciada por El-P líder del sello Definitive Jux, el cual edita sus discos. El cuarto y último EP salió en febrero de 2005, Fast Cars, Danger, Fire and Knives. El EP incluye un cuadernillo de 88 páginas titulado The Living Human Curiosity Sideshow con letras de todos sus trabajos, desde el “Float” hasta éste.

## Estilo
El estilo de Aesop mezcla un tono de voz variado con temas enfocados sobre una compleja secuencia de imágenes, metáforas y referencias a la cultura del pop, mientras incluye piezas de hip hop tradicional esporádicamente. Como resultado de este heterodoxo estilo, Aesop ha llegado a ser tema de conversación entre los entusiastas del Hip Hop.

## Discografía

### Con Mush
- Float

### Con Definitive Jux
- Labor Days (2001)
- Boombox 12" (2001)
- Daylight 12" (2001)
- Coma / Maintenance 12" (2001)
- Daylight (2002)
- Bazooka Tooth (2003)
- Easy / No Jumper Cables 12" (2003)
- Freeze / The Greatest Pac-Man Victory In History 12" (2003)
- Limelighters 12" (2003)
- Fast Cars, Danger, Fire and Knives (2005)
- None Shall Pass (2007)
- skelethon (nuevo álbum que saldrá en 2012)

### Lanzamientos independientes
- Music For Earth Worms
- Appleseed